# شمس‌آباد (بیرجند)
شمس‌آباد یک منطقهٔ مسکونی در ایران است که در دهستان باقران واقع شده‌است. براساس سرشماری مرکز آمار ایران در سال ۱۳۹۵، شمس‌آباد ۱۸۹ نفر جمعیت دارد.